# 奪舍
奪舍，又稱借屍還魂，指將傳說靈魂可遷移到另一個已死亡的屍體中，以延續生命。

## 藏傳佛教
藏傳佛教那洛六法有「奪舍瑜伽法」。故而將識遷到新近死亡的其他人或動物屍體內，以便繼續修行。该法利用了人体死亡后一段时间，肉身與灵魂的束缚力减弱，从而可以通过对于意志力的修炼，实现灵魂离体与新躯体合一。

## 中國道教與民間信仰
道教中這種法術稱借屍還魂，八仙中的李鐵拐真人，就是以此而復活的。

## 流行文化
在仙俠文藝作品之中，常是以自身無意識的克隆體為奪舍對象，進而降低奪舍的副作用。在動漫作品《火影忍者》中，三忍之一的大蛇丸轉換身體便是奪舍，另有1996年邱禮濤導演的香港電影《奪舍》。